# Reignfall
Reignfall — третій міні-альбом американського репера Chamillionaire, виданий лейблом Chamillitary Entertainment 23 липня 2013 р.

## Передісторія
17 січня 2013 Chamillionaire анонсував вихід міні-альбомів через власний сайт для промоції майбутнього третього студійного альбому Poison. 22 липня оприлюднили заголовну пісню й треклист.

## Список пісень
«Here We Go» й «Here We Go Again» мають однаковий інструментал.
| #  | Назва                                                       | Продюсер(и)                                         | Тривалість |
| -- | ----------------------------------------------------------- | --------------------------------------------------- | ---------- |
| 1. | «Here We Go»                                                | Tyler Keyes                                         | 2:14       |
| 2. | «Keep Drivin'»                                              | Trakksounds; Albie Dickson, Roc & Mayne (співпрод.) | 3:41       |
| 3. | «Go Get It»                                                 | Billion Beats                                       | 4:43       |
| 4. | «Cloud 9»                                                   | Trakksounds                                         | 3:58       |
| 5. | «Reign Fall» (з участю Scarface, Killer Mike та Bobby Moon) | J Starz Music                                       | 4:24       |
| 6. | «Eatin'»                                                    | The Beatbullies                                     | 3:33       |
| 7. | «Here We Go Again»                                          | Tyler Keyes                                         | 4:11       |

## Чартові позиції
| Чарт (2013)               | Найвища позиція |
| ------------------------- | --------------- |
| US Rap Albums             | 24              |
| US Top R&B/Hip-Hop Albums | 40              |